# Paula Alonso Herreros
Paula Alonso Herreros (Toledo, último cuarto del siglo XIX - 6 de febrero de 1932) fue una pintora y escultora española de finales del siglo XIX y principios del siglo XX. Se formó en la Escuela de Artes Industriales toledana, conocida en la actualidad como Escuela de Artes y Oficios Artísticos de Toledo recibiendo clases del pintor Matías Moreno.

## Biografía
En 1878 residía en Madrid donde tuvo su estudio en la calle Santa Isabel, n.º 3. Era habitual que compartiera sus salidas a las calles de Madrid y alrededores con las también pintoras Leopolda Gassó y Vidal o Matilde Álvarez del Valle para tomar apuntes de escenas y paisajes que pintar. Participó en la Exposición Nacional de 1878 con dos retratos al lápiz y tres cabezas de estudio. Con motivo del enlace entre la reina María de las Mercedes y el rey Alfonso XII, la pintora obsequió a la reina con su cuadro San Francisco de Asís y el hermano León meditando sobre la muerte (copia de El Greco) firmado y dedicado.
Tras su boda con Pedro Vidal Rodríguez Barba, se trasladó a vivir a Cáceres en 1888. Debido a su amistad con Sagrario Muro, esposa de uno de los impulsores de Museo Provincial de Cáceres, Publio Hurtado, la pintora donó al museo su cuadro titulado Subida de las Piñuelas. Más tarde se trasladaría a Salamanca en 1890 hasta 1904, año en el que regresó a Toledo.
En 1920, participó en la Exposición de Bellas Artes de la Real Academia de Bellas Artes y Ciencias Históricas de Toledo con la aportación de varias pinturas y una escultura. En agosto de ese mismo año la Comisión provincial de monumentos históricos y artísticos de Toledo les encargó a ella y a Lucrecia Piqueras de Sánchez Comendador, la instalación de las obras para la llamada Exposición de labores, un concurso celebrado durante la feria en el que se exponían obras inspiradas en motivos o asuntos de carácter artístico toledano: cuadros, ornamentación, telas pintadas, encajes, etc.

## Obra
- San Francisco de Asís y el hermano León meditando sobre la muerte (copia de El Greco) 1878. Óleo sobre lienzo. Colecciones Reales. Patrimonio Nacional. Palacio Real. Madrid.
- Doña Juana la Loca ante el féretro de Don Felipe el Hermoso (copia del cuadro del mismo título y autor Francisco Pradilla ). Diputación de Toledo.
- Subida de las Piñuelas. Donado en 1889 al Museo provincial de Cáceres.